# Frare de Meyer
El frare de Meyer (Philemon meyeri) és un ocell de la família dels melifàgids (Meliphagidae).

## Hàbitat i distribució
Habita els boscos de Nova Guinea.